# Enderjeva igra
Enderjeva igra (v izvirniku angleško Ender's Game) je vojaški znanstvenofantastični roman ameriškega pisatelja Orsona Scotta Carda, ki je prvič izšel leta 1985 pri založbi Tor Books. Gre za razširitev pisateljeve kratke zgodbe z istim naslovom, objavljene leta 1977 v reviji Analog Science Fiction and Fact.
Protagonist zgodbe je Ender Wiggins, ki ga kot izredno nadarjenega otroka rekrutirajo vojaške oblasti za šolanje v vojaški taktiki. Človeštvo je v vojni z nezemeljsko raso žuželkam podobnih bitij, v kateri je bilo nekaj desetletji pred dogodki v romanu že skoraj uničeno, a je situacijo rešil poveljnik nižjega ranga z genialno taktično potezo. V programu treninga, ki je sestavljen za iskanje tovrstnih prirojenih talentov, Enderja povsem osamijo in ga podvržejo številnim psihičnim ter fizičnim izzivom, tako v učilnici kot tudi z manipulacijo njegovih odnosov s sošolci.
Za roman je Card prejel obe najpomembnejši nagradi na področju znanstvene fantastike, huga (1986) in nebulo (1985). Delo je v slovenščino prevedel Matjaž Kotnik, prevod je izšel leta 2010 pri založbi KMŠ. Novembra 2013 je izšla filmska predelava v režiji in po scenariju Gavina Hooda, v kateri je vlogo protagonista zaigral Asa Butterfield, Card pa je sodeloval kot koproducent.